# Селіваново (Себезький район)
Селіваново (рос. Селиваново) — присілок в Себезькому районі Псковської області Російської Федерації.
Населення становить 7 осіб. Входить до складу муніципального утворення Муніципальне утворення Сосновий Бор.

## Історія
Від 2015 року входить до складу муніципального утворення Муніципальне утворення Сосновий Бор.

## Населення
| 2001 | 2002 | 2010 |
| ---- | ---- | ---- |
| 9    | ↘8   | ↘7   |